# Versão (música)
A versão, ou adaptação, no contexto da música é o ato ou efeito de traduzir (ou verter) a letra de uma canção de uma língua para outra. O profissional que versiona uma música é chamado de autor-versionista, adaptador, letrista ou versionista.
A prática da versão ou adaptação musical é comum em três áreas distintas: dublagem, teatro musical e indústria fonográfica. Na dublagem, o versionista adapta canções de filmes, séries e animações para outros idiomas. No teatro musical, as letras das músicas são versionadas para que o público-alvo possa acompanhar o enredo da peça em sua língua nativa. Na indústria fonográfica, músicas estrangeiras recebem letras em outro idioma, podendo adquirir significados diferentes.